# Maglekilde Maskinfabrik
Maglekilde Maskinfabrik var en dansk maskinfabrik grundlagt i Roskilde på Sjælland, der blev grundlagt i 1846. Virksomheden patenterede en centrifuge i 1878 til mælkeseperation, som spillede en vigtig rolle i den danske mejeriindustri og øjede eksporten af smør i slutningen af 1800-tallet.

I 1878 patenterede man en centrifuge, som blev opfundet af værkføreren L. C. Nielsen. Centrifugen kunne effektivt skille mælken i fløde og skummetmælk, hvor man tidligere havde været henvist til at lade mælken stå halvandet døgn, før den kunne skummes. Maglekildecentrifugen kunne fungere kontinuert, ny mælk kunne ledes til fra et rør, mens fløden og skummetmælken løb fra gennem to andre rør.
Vest for den gamle Maglekilde Papirfabrik i Roskilde, over for Kuranstalten og Roskildes mest vandrige kilde Maglekilde, byggede smedemester Ole Petersen i 1846 Maglekilde Maskinfabrik, også kaldet Maglekilde Maskinværksted.
Den "kontinuerlige centrifuge" blev en stor forudsætning for de mange andelsmejerier der kom på det tidspunkt.
Den originale Maglekilde-centrifuge kan ses på Hjedding Mejerimuseum.